# ریموند رابینسون (مرد سبز)
ریموند تئودور رابینسون (۲۹ اکتبر ۱۹۱۰–۱۱ ژوئن ۱۹۸۵) یک مرد آمریکایی بد چهره بود که سالها پیاده‌روی شبانه او را به چهره ای از افسانه محلی در غرب پنسیلوانیا تبدیل کرد. رابینسون در یک تصادف الکتریکی در دوران کودکی به قدری مجروح شد که بدون ترس از ایجاد وحشت نمی‌توانست در مکان‌های عمومی بیرون برود، بنابراین شب‌ها به پیاده‌روی‌های طولانی می‌رفت. گردشگران محلی به امید دیدار با «مرد سبز» یا «چارلی نو فیس» در جاده او رانندگی می‌کردند. اکثراً از دیدن چنین شخصی ناامید شدند، با این حال، بدون توجه به این موضوع، داستان‌هایی را دربارهٔ او به فرزندان و نوه‌های خود منتقل کردند، و افرادی که در این داستان‌ها بزرگ شده‌اند، گاهی از این که متوجه می‌شوند او یک شخص واقعی بود که مورد علاقه خانواده و همسایگانش بود، شگفت‌زده می‌شوند.

## جراحت
ریموند رابینسون هشت ساله بود که هنگام بالا رفتن از یک تیر و رسیدن به لانه پرنده در پل مورادو، خارج از آبشار بیور، بر اثر یک خط برق مجروح شد. پل حامل یک واگن برقی بود و دارای خطوط برق ۱۲۰۰ و ۲۲۰۰۰ ولت بود که کمتر از یک سال قبل باعث مرگ پسر دیگری شد. رابینسون جان سالم به در برد و انتظارات پزشکان را نادیده گرفت، اما به شدت زشت شد. چشم، بینی و دست راستش را از دست داد.

## زندگی بزرگسالی
رابینسون در کوپل، پنسیلوانیا زندگی می‌کرد و روزهایش را در خانه با اقوامش سپری می‌کرد و زیرانداز، کیف پول و کمربند برای فروش درست می‌کرد. به دلیل ظاهرش، او به ندرت در طول روز بیرون می‌رفت. با این حال، در شب، او برای پیاده‌روی‌های طولانی در یک مسیر آرام از State Route 351 همرا با یک عصا دررفت و آمد بود. گروه‌هایی از مردم محلی به‌طور مرتب برای جستجوی او که در امتداد جاده قدم می‌زد جمع می‌شدند. رابینسون معمولاً از همسایگان کنجکاو پنهان می‌شد، اما گاهی اوقات یک مکالمه کوتاه یا یک عکس را با آبجو یا سیگار رد و بدل می‌کرد. برخی دوستانه و برخی دیگر ظالم بودند، اما هیچ‌یک از برخوردهای او رابینسون را از پیاده‌روی‌های شبانه اش منصرف نکرد. او بیش از یک بار توسط ماشین‌ها برخورد کرد. او پیاده‌روی‌های خود را در سال‌های آخر زندگی‌اش متوقف کرد و به مرکز سالمندان شهرستان بیور بازنشسته شد، جایی که در سال ۱۹۸۵ در سن ۷۴ سالگی درگذشت.

## میراث
رابینسون به یک اسطوره محلی در منطقه پیتسبرگ تبدیل شد و داستان واقعی او توسط افسانه شهری پوشیده شد. او در داستان‌ها همان «مرد سبز» است و در کودکی برای دیدن لانهٔ پرنده از تیر برق بالا می‌رفت و شوکه می‌شد. او روی زمین افتاد و چشم، بینی، دهان، یک گوش و یک بازوی خود را از دست داد. داستان بیان می‌کند که وقتی بزرگ شد، در خانه ای متروک پنهان شد. نام مستعار «مرد سبز» از پوست او گرفته شده‌است که به دلیل برق گرفتگی در داستان‌ها ظاهراً سبز رنگ است. در طول چندین نسل، داستان رابینسون بارها منتقل شده‌است که نام او و تاریخ واقعی او تحت الشعاع داستان ارواحی قرار گرفته‌است که از آنها بیرون آمده‌است.
فیلمساز تیشا یورک در نظر داشت فیلمی بر اساس افسانه شهری مرد سبز با عنوان مسیر ۳۵۱ را در سال ۲۰۰۸ کارگردانی و منتشر کند و قصد داشت آن را در سال ۲۰۰۹ به پایان برساند. فیلمبرداری به دلیل رکود بزرگ به تعویق افتاد و از سال ۲۰۲۴ متوقف شد. حق فیلم برای داستان، اگرچه یک مستند کامل هرگز ساخته نشد.